# Сів'ю (стадіон)
Сів'ю (англ. Seaview Stadium) — футбольний стадіон у Белфасті, Північна Ірландія. Це домашня арена «Крузейдерс» і традиційно приймає фінал Steel & Sons Cup на Різдво. Стадіон вміщує 3 383 глядачів і має ігрове футбольне поле з покриттям 4G.
За останні сезони стадіон «Сів'ю» зазнав значної реконструкції: з'явилися нові роздягальні, підтрибунні приміщення та сидіння на головній трибуні. Три нові трибуни на обох кінцях майданчика і на його південній стороні були відкриті в липні 2011 року замість колишніх терас.

## Розташування
Стадіон «Сів'ю» був відкритий у 1921 році як домашня арена футбольного клубу «Крузейдерс» і розташований на Шор Роуд, приблизно за милю на північ від центру міста Белфаст. З одного боку стадіон обмежений Шор Роуд, а з іншого — залізницею Белфаст-Ларн. Головний вхід на поле знаходиться на вулиці Сент-Вінсент, а протилежний бік поля виходить на територію товарного складу з бічної вулиці від Шор Роуд.
Окрім того, що стадіон приймає «Крузейдерс», він є традиційним місцем проведення різдвяного фіналу Steel & Sons Cup, проміжного змагання, організованого футбольною асоціацією графства Антрім та округу.

## Магазин на Сент-Вінсент-стріт клубні офіси та спортивний клуб
Головний вхід до «Сівью» знаходиться з боку Сент-Вінсент-стріт і складається з двох окремих споруд: клубних офісів та спортивного клубу, а також критої (частково відкритої) трибуни, яка була перетворена з тераси на сидячу трибуну в липні 2011 року і була офіційно відкрита в день матчу Ліги Європи УЄФА з футбольним клубом «Фулхем».
Частково крита трибуна проходить уздовж половини поля від кута Шор Роуд і Сент-Вінсент-стріт. У червні 2011 року її було перетворено з тераси на трибуну на 1 100 глядачів. На трибуну можна потрапити через два нові турнікети на Шор Роуд або через входи на Сент-Вінсент-стріт, розташовані по обидва боки від спортивного клубу.
Дворівневі офіси та спортивного клубу були відкриті в 1970 році після того, як два роки тому пожежа знищила попереднє місце розташування клубу. Головний вхід на перший поверх знаходиться на вулиці Сент-Вінсент і веде прямо до бару для членів клубу, де є телевізор з великим екраном і фруктові автомати. Решта першого поверху використовується для офісів клубу та залу засідань, а раніше тут були роздягальні.
На першому поверсі знаходиться основний зал клубу, де є два бари, танцмайданчик і телевізор з великим екраном, а в дні матчів тут також пропонують їжу.
Нещодавно клуб представив плани будівництва нової трибуни на 1246 місць з офісами, роздягальнями та автостоянкою.

## Головна трибуна
Головна трибуна розташована на протилежному боці поля від клубних офісів і являє собою одноярусну будівлю, що займає половину довжини поля, перетинаючи середню лінію. З одного боку є невелика ділянка відкритої тераси, а з іншого боку — невеликий під'їзний простір з воротами та двома входами. В'їзди використовуються рідко, якщо взагалі використовуються, і доступ до них зазвичай здійснюється з вулиці Сент-Вінсент, через залізничну колію.
Початково головна трибуна була побудована на початку 1950-х років і з обох боків була оточена відкритими терасами, але на початку 1970-х років і трибуна, і тераси з одного боку були знесені, щоб звільнити місце для нинішньої піднятої одноярусної трибуни. Спочатку на трибуні стояли лавки для сидіння, аж до початку 21-го століття, коли одна секція була облаштована червоними пластиковими сидіннями з літерою С, написаною білим кольором. Це виглядало як початок плану оформити всю трибуну у тому ж стилі, написавши слово «Crues», але фінансові проблеми зупинили перепланування, і готову секцію переробили на сімейний сектор. У 2009 році всю трибуну переобладнали під червоні сидіння, і тепер на ньому білим кольором викладено ім'я спонсора майданчика, TAL.
Хоча трибуна є одноярусною, вона піднята над землею і до неї можна дістатися двома сходами з обох кінців, тоді як треті сходи посередині зачиняються у дні матчів. Це пов'язано з тим, що у 2009 році нижню частину трибуни було перебудовано під технічну зону, а в підтрибунному просторі побудували нові роздягальні. Трибуна вміщує 850 глядачів.
Від початкової забудови майданчика з 1940-х років залишилася невелика ділянка відкритої тераси, яка може вмістити півсотні глядачів, а також невеликий клубний магазин.

## Залізнична трибуна
Залізнична трибуна називається так через те, що вона виходить прямо на залізничну лінію Белфаст-Ларн.
Невелику незакриту терасу було викладено сходами на початку 1950-х років, але необхідність її облаштування стала очевидною в середині 2000-х, коли зовнішня стіна по периметру частково обвалилася під час шторму.
Наприкінці тераси розташовувався невеликий піднесений оглядовий майданчик для VIP-персон і запрошених гостей клубу, під яким був невеликий магазинчик, але в травні 2011 року його було знесено в рамках масштабної реконструкції стадіону, під час якої було зведено нову 650-місцеву трибуну. Також були встановлені нові турнікети на вході з вулиці Сент-Вінсент і додана спеціальна зона для людей з обмеженими фізичними можливостями. Вона також була відкрита напередодні матчу з «Фулхемом».
Крім того, у зоні перед трибуною регулярно працює бургер-бар.

## Берегова трибуна
Як і Залізнична трибуна, Берегова трибуна проіснувала понад півстоліття як неглибока відкрита тераса, яку з міркувань безпеки було зменшено до кількох сотень глядачів. Вона також потребувала реконструкції й була перетворена на абсолютно нову трибуну, яка стала частиною реконструкції території. Нова крита трибуна також була відкрита напередодні гри з «Фулхемом» і вмістила 633 глядачів, включаючи вісім місць для людей з обмеженими фізичними можливостями.

## Поле зі штучним покриттям 3G
У 2009 році «Крузейдерс» встановили 3G штучне поле, перше в Ірландській лізі.